# Włosóweczka malutka
Włosóweczka malutka (Flagelloscypha minutissima (Burt) Donk) – gatunek grzybów z rodziny Niaceae.

## Systematyka i nazewnictwo
Pozycja w klasyfikacji według Index Fungorum: Niaceae, Agaricales, Agaricomycetidae, Agaricomycetes, Agaricomycotina, Basidiomycota, Fungi.
Po raz pierwszy takson ten zdiagnozował w 1914 r. Edward Angus Burt, nadając mu nazwę Cyphella minutissima. Obecną, uznaną przez Index Fungorum nazwę, nadał mu Marinus Anton Donk w 1951 r. Synonimy:

- Cyphella citrispora Pilát 1924
- Cyphella citrispora f. crataegi Pilát 1925
- Cyphella citrispora f. lobata Pilát 1925
- Cyphella janchenii Pilát 1924
- Cyphella langloisii Burt 1914
- Cyphella minutissima Burt 1914
- Flagelloscypha citrispora (Pilát) D.A. Reid 1964
- Flagelloscypha langloisii (Burt) Agerer 1975
- Lachnella citrispora (Pilát) Park.-Rhodes 1954

Nazwę polską zaproponował Władysław Wojewoda w 2003 r.

## Morfologia
Owocnik
W kształcie miseczek z szeroką podstawą przypominającą trzon. Wysokość tej podstawy rzadko tylko jest nieco wyższa od szerokości, zazwyczaj jest mniejsza lub równa. Powierzchnia zewnętrzna pokryta włoskami z kryształkami. Włoski mają dość grube ściany (2–3 µm) i od podstawy do wierzchołka prawie tę samą średnicę.
Cechy mikroskopowe
Zarodniki raczej duże, 10–20(–25) µm długości, asymetrycznie jajowate, gładkie i z dużym wyrostkiem. Podstawki również bardzo duże, zwykle 40–80 µm długości, czasami dłuższe niż 100 µm. Sterygmy zakrzywione, stożkowate.

## Występowanie i siedlisko
Podano występowanie tego gatunku w Ameryce Północnej i Południowej, Europie i Japonii. W. Wojewoda w zestawieniu wielkoowocnikowych grzybów podstawkowych Polski w 2003 r. przytoczył jedno tylko stanowisko (podał go Marcin Piątek) z uwagą, że rozprzestrzenienie tego gatunku i stopień zagrożenia nie są znane. Bardziej aktualne stanowiska podaje internetowy atlas grzybów. Znajduje się w nim na liście gatunków zagrożonych i wartych objęcia ochroną.
Grzyb saprotroficzny. W Polsce stwierdzono występowanie tego gatunku na martwych gałęziach jesionu pospolitego i robinii akacjowej.